# Телерман, Хорхе
Хорхе Телерман (исп. Jorge Telerman; род. 29 ноября 1955, Буэнос-Айрес) — аргентинский журналист и политик. Мэр Буэнос-Айреса в 2006—2007 годах.

## Биография
Родился в буэнос-айресском районе Вилья-дель-Парке в семье Дамиана и Фанни Телерман, потомков еврейских иммигрантов из Европы. Учился в англоязычной начальной школе, затем в школе República del Perú и в школе имени Иполито Иригойена с углублённым изучением химии. Отучившись три года в университете Буэнос-Айреса по специальности биохимия, отправился во Францию, где провёл три года, изучая философию в университете Прованса, подрабатывая музыкантом и поваром. Вернувшись в Аргентину в 1980 году, Телерман начал изучать журналистику и философию, специализируясь на такой специфической научной области как семиотика.
После падения режима аргентинской военной диктатуры Телерман начал писать статьи для Medios & Comunicación и Don и других печатных изданий, пробовал свои силы в радио- и тележурналистике. В начале 1980-х годов начал преподавать философию и журналистику в университете Буэнос-Айреса.
Политическая и дипломатическая карьера Телермана, унаследовавшего от отца перонистские политические взгляды, также началась в 1980-х годах. С 1987 по 1989 год он исполнял обязанности пресс-секретаря сенатора Антонио Кафиеро, в 1990 году был назначен пресс-атташе аргентинского посольства в США, затем занял аналогичную должность в посольстве в Париже. Сменив несколько дипломатических постов, в 1999 был назначен послом на Кубе, однако проработав на этой должности лишь год, вернулся в Аргентину, чтобы принять участие в предвыборной кампании Эдуардо Дуальде. В 2000—2003 годах он возглавлял агентство по культурe Буэнос-Айреса. В декабре 2003 года мэр города Анибаля Ибарра назначил Телермана вице-мэром.
В 2006 году, после отставки Ибарры в результате инцидента в ночном клубе «Республика Кроманьон», Хорхе Телерман занял его место. Проработав полтора года в качестве мэра столицы, в 2007 году он участвовал в очередных выборах, однако занял лишь третье место, потерпев поражение от оппозиционного лидера Маурисио Макри и конкурирующего хустисиалиста Даниэля Фильмуса. С 2012 года Телерман занимает должность председателя института культуры провинции Буэнос-Айрес.